# 金龍寺 (台東区)
金龍寺（きんりゅうじ）は、東京都台東区にある臨済宗妙心寺派の寺院。

## 歴史
1611年（慶長16年）、徳川家康の長女である亀姫の開基である。父の家康に頼んで、境内を除地（免税地）とする処置がとられたという。
墓地には、国学者の荷田在満の墓がある。東京都の旧跡に指定されている。

## 文化財
- 荷田在満墓（東京都旧跡 昭和30年3月28日指定）[2]

## 交通アクセス
- 田原町駅より徒歩2分。